# Světový pohár v orientačním běhu
Světový pohár v orientačním běhu (Orienteering World Cup) je série závodů v orientačním běhu. Tato soutěž je pořádaná každoročně Mezinárodním svazem orientačního běhu (IOF). První oficiální série světového poháru se konala v roce 1986 a poté každý druhý rok až do roku 2004. Od roku 2004 se světový pohár koná každoročně.

## Hostující země
| Rok     | Pořadatelské země                                                               | Závody                                       |
| ------- | ------------------------------------------------------------------------------- | -------------------------------------------- |
| SP 1986 | Norsko, Kanada, USA, Francie, Švédsko, Československo, Maďarsko, Švýcarsko      | 8 závodů                                     |
| SP 1988 | Hong Kong, Austrálie, Velká Británie, Finsko, Československo, Maďarsko, Švédsko | 8 závodů                                     |
| SP 1990 | Polsko, Dánsko, Norsko, Kanada, USA, Švýcarsko, Francie, Německo                | 8 závodů                                     |
| SP 1992 | Švédsko, Finsko, Rusko, Maďarsko, Rakousko, Itálie, Kanada, USA                 | 8 závodů                                     |
| SP 1994 | Nový Zealand, Austrálie, Norsko, Dánsko, Německo, Česko                         | 9 závodů (6 individuálních, 3 štafetové)     |
| SP 1996 | Lotyšsko, Švédsko, Norsko, Švýcarsko, Francie                                   | 10 závodů (7 individuálních, 3 štafetové)    |
| SP 1998 | Irsko, Velká Británie, Švédsko, Polsko, Slovensko, Estonsko, Finsko             | 13 závodů (10 individuálních, 3 štafetové)   |
| SP 2000 | Japonsko, Austrálie, Ukrajina, Finsko, Portugalsko                              | 12 závodů (9 individuálních, 3 štafetové)    |
| SP 2002 | Belgie, Švýcarsko, Norsko, Švédsko, Maďarsko, Česko                             | 17 závodů (13 individuálních, 4 štafetové)   |
| SP 2004 | Dánsko, Švédsko, Německo                                                        | 12 závodů (9 individuálních, 3 štafetové)    |
| SP 2005 | Velká Británie, Japonsko, Itálie                                                | 12 závodů (9 individuálních, 3 štafetové)    |
| SP 2006 | Estonsko, Dánsko, Francie                                                       | 12 závodů (9 individuálních, 3 štafetové)    |
| SP 2007 | Finsko, Norsko, Švédsko, Ukrajina, Švýcarsko                                    | 10 závodů                                    |
| SP 2008 | Litva, Norsko, Česko, Švédsko, Švýcarsko                                        | 13 závodů                                    |
| SP 2009 | Finsko, Norsko, Maďarsko, Švýcarsko                                             | 9 závodů                                     |
| SP 2010 | Bulharsko, Finsko, Švédsko, Norsko, Francie, Švýcarsko                          | 12 závodů                                    |
| SP 2011 | Finsko, Švédsko, Norsko, Francie, Česko, Švýcarsko                              | 10 závodů                                    |
| SP 2012 | Švédsko, Švýcarsko, Norsko, Finsko                                              | 13 závodů                                    |
| SP 2013 | Nový Zéland, Norsko, Švédsko, Finsko, Švýcarsko                                 | 13 závodů                                    |
| SP 2014 | Turecko, Španělsko, Portugalsko, Norsko, Finsko, Itálie, Švýcarsko              | 14 závodů                                    |
| SP 2015 | Austrálie, Norsko, Švédsko, Spojené království, Švýcarsko                       | 14 závodů (11 individuálních, 3 štafetové)   |
| SP 2016 | Česko, Polsko, Švédsko, Švýcarsko                                               | 14 závodů (10 individuálních, 4 štafetové)   |
| SP 2017 | Finsko, Estonsko, Lotyšsko, Švýcarsko                                           | 15 závodů (10 individuálních, 5 štafetových) |
| SP 2018 | Švýcarsko, Lotyšsko, Norsko, Česko                                              | 20 závodů (11 individuálních, 9 štafetových) |
| SP 2019 | Finsko, Norsko, Švýcarsko, Čína                                                 | 12 závodů (9 individuálních, 3 štafetové)    |
| SP 2020 | zrušeno z důvodu pandemie covidu-19                                             |                                              |
| SP 2021 | Švýcarsko, Švédsko, Itálie                                                      | 10 závodů (7 individuálních, 3 štafetové)    |
| SP 2022 | Švédsko, Estonsko, Švýcarsko                                                    | 9 závodů (6 individuálních, 3 štafetové)     |
| SP 2023 | Norsko, Česko, Itálie                                                           | 10 závodů (7 individuálních, 3 štafetové)    |

## Výsledky ročníků světového poháru

### Ženy
| Rok  | Zlatá medaile              | Stříbrná medaile      | Bronzová medaile              |
| ---- | -------------------------- | --------------------- | ----------------------------- |
| 1986 | Ellen Sofie Olsviková      | Jorunn Teigenová      | Karin Rabeová                 |
| 1988 | Ragnhild Bratbergová       | Brit Voldenová        | Jana Galíková                 |
| 1990 | Ragnhild Bente Andersenová | Ragnhild Bratbergová  | Katarina Borgová              |
| 1992 | Marita Skogumová           | Jana Cieslarová       | Yvette Hagueová               |
| 1994 | Marlena Janssonová         | Yvette Hagueová       | Hanne Staffová                |
| 1996 | Gunilla Svärdová           | Marlena Janssonová    | Hanne Staffová                |
| 1998 | Hanne Staffová             | Johanna Asklöfová     | Katarina Borgová              |
| 2000 | Hanne Staffová             | Simone Luderová       | Heather Monroová              |
| 2002 | Simone Luderová            | Vroni König-Salmiová  | Hanne Staffová                |
| 2004 | Simone Niggli-Luderová     | Taťána Rjabkinová     | Karolina Arewång-Höjsgaardová |
| 2005 | Simone Niggli-Luderová     | Vroni König-Salmiová  | Anne Margrethe Hauskenová     |
| 2006 | Simone Niggli-Luderová     | Marianne Andersenová  | Minna Kauppiová               |
| 2007 | Simone Niggli-Luderová     | Heli Jukkolaová       | Minna Kauppiová               |
| 2008 | Anne Margrethe Hauskenová  | Minna Kauppiová       | Helena Janssonová             |
| 2009 | Simone Niggli-Luderová     | Marianne Andersenová  | Helena Janssonová             |
| 2010 | Simone Niggli-Luderová     | Helena Janssonová     | Maja Almová                   |
| 2011 | Helena Janssonová          | Minna Kauppiová       | Lena Eliassonová              |
| 2012 | Simone Niggli-Luderová     | Minna Kauppiová       | Taťána Rjabkinová             |
| 2013 | Simone Niggli-Luderová     | Tove Alexanderssonová | Annika Billstamová            |
| 2014 | Tove Alexanderssonová      | Judith Wyderová       | Maja Almová                   |
| 2015 | Tove Alexanderssonová      | Sara Luescherová      | Nadija Volynská               |
| 2016 | Tove Alexanderssonová      | Judith Wyderová       | Maja Almová                   |
| 2017 | Tove Alexanderssonová      | Natalija Gemperleová  | Sabine Hauswirthová           |
| 2018 | Tove Alexandersson         | Karolin Ohlsson       | Natalia Gemperle              |
| 2019 | Tove Alexandersson         | Simona Aebersold      | Natalia Gemperle              |
| 2021 | Tove Alexandersson         | Simona Aebersold      | Hanna Lundberg                |
| 2022 | Tove Alexandersson         | Simona Aebersold      | Andrine Benjaminsen           |

### Muži
| Rok  | Zlatá medaile        | Stříbrná medaile  | Bronzová medaile      |
| ---- | -------------------- | ----------------- | --------------------- |
| 1986 | Kent Olsson          | Øyvin Thon        | Michael Wehlin        |
| 1988 | Øyvin Thon           | Jörgen Mårtensson | Håvard Tveite         |
| 1990 | Håvard Tveite        | Niklas Löwegren   | Jörgen Mårtensson     |
| 1992 | Joakim Ingelsson     | Martin Johansson  | Petter Thoresen       |
| 1994 | Petter Thoresen      | Janne Salmi       | Mika Kuisma           |
| 1996 | Johan Ivarsson       | Jörgen Mårtensson | Timo Karppinen        |
| 1998 | Chris Terkelsen      | Johan Ivarsson    | Bjørnar Valstad       |
| 2000 | Jani Lakanen         | Tore Sandvik      | Allan Mogensen        |
| 2002 | Bjørnar Valstad      | Michael Mamleev   | Mats Haldin           |
| 2004 | Holger Hott          | Andrej Chramov    | Øystein Kvaal Østerbø |
| 2005 | Andrej Chramov       | Thierry Gueorgiou | Daniel Hubmann        |
| 2006 | Thierry Gueorgiou    | Daniel Hubmann    | Valentin Novikov      |
| 2007 | Thierry Gueorgiou    | Anders Nordberg   | Daniel Hubmann        |
| 2008 | Daniel Hubmann       | Thierry Gueorgiou | Matthias Merz         |
| 2009 | Daniel Hubmann       | Thierry Gueorgiou | Peter Öberg           |
| 2010 | Daniel Hubmann       | Matthias Müller   | Thierry Gueorgiou     |
| 2011 | Daniel Hubmann       | Thierry Gueorgiou | Matthias Merz         |
| 2012 | Matthias Kyburz      | Olav Lundanes     | Matthias Merz         |
| 2013 | Matthias Kyburz      | Daniel Hubmann    | Fabian Hertner        |
| 2014 | Daniel Hubmann       | Fabian Hertner    | Matthias Kyburz       |
| 2015 | Daniel Hubmann       | Matthias Kyburz   | Olav Lundanes         |
| 2016 | Matthias Kyburz      | Daniel Hubmann    | Olav Lundanes         |
| 2017 | Matthias Kyburz      | Olav Lundanes     | Daniel Hubmann        |
| 2018 | Matthias Kyburz      | Daniel Hubmann    | Olav Lundanes         |
| 2019 | Gustav Bergman       | Joey Hadorn       | Daniel Hubmann        |
| 2021 | Kasper Harlem Fosser | Matthias Kyburz   | Daniel Hubmann        |
| 2022 | Kasper Harlem Fosser | Martin Regborn    | Gustav Bergman        |